# Lourdes García Sogo
Lourdes García Sogo (València, 1959) és una arquitecta valenciana.

## Biografia
Nascuda el 1959 a València, és professora associada de la Universitat Politècnica de València. Entre els seus projectes hi ha el Centre d'Informació del Metro de València (1994), el Mirador de Pedreguer (1995) i tres estacions de la línia 3 del Metro de València (Machado, Benimaclet i Facultats-Manuel Broseta), que va realitzar juntament amb Carlos Meri Cucart.
També ha dut a terme projectes per a les estacions depuradores d'aigües residuals de Camp de Túria (1993) i Gandia (1996) i les plantes de tractament de residus sòlids urbans de San Román de la Vega, Lleó (2000), Conca (2000) i Villena (2002).
Va ser una de les participants a Sociópolis, Projecte Avançat de Ciutat Social, una proposta d'habitatge col·lectiu a València per a noves unitats familiars. El projecte va quedar paralitzat a causa de la crisi econòmica i la punxada de la bombolla immobiliària.